# انکیمدو
انکیمدو خدای زراعت سومری و پسر انکی است. او با تموز (خدای چوپانان) جدل داشت زیرا تموز ادعا می‌کرد از انکیمدو بهتر است. زمانی که اینانا (ایزدبانوی عشق و رابطه جنسی) خواست شوهری برای خودش انتخاب کند، انکیمدو و تموز برای جلب نظر او با یکدیگر جنگیدند و تموز پیروز شد.
انکیمدو با قابیل (قائن) در ادیان ابراهیمی مرتبط است.